# Komplexität (Informatik)
Der Begriff Komplexität wird in der Informatik in verschiedenen Teilbereichen verwendet. Die Komplexitätstheorie befasst sich dabei mit dem Ressourcenverbrauch von Algorithmen, die Informationstheorie dagegen verwendet den Begriff für den Informationsgehalt von Daten, die Praktische Informatik wiederum bewertet damit Software oder Softwareteile hinsichtlich der Anzahl von Interaktionen.

## Komplexitätstheorie
Unter der Komplexität (auch Aufwand oder Kosten) eines Algorithmus versteht man in der Komplexitätstheorie seinen Ressourcenbedarf. Dieser wird oft in Abhängigkeit von der Länge {\displaystyle n} der Eingabe angegeben und für große {\displaystyle n} asymptotisch unter Verwendung von Landau-Symbolen abgeschätzt. Analog wird die Komplexität eines Problems definiert durch den Ressourcenverbrauch eines optimalen Algorithmus zur Lösung dieses Problems. Die Schwierigkeit liegt darin, dass man alle Algorithmen für ein Problem betrachten muss, um die Komplexität desselben zu bestimmen.
Die betrachteten Ressourcen sind fast immer die Anzahl der benötigten Rechenschritte (Zeitkomplexität) oder der Speicherbedarf (Platzkomplexität). Die Komplexität kann aber auch bezüglich einer anderen Ressource bestimmt werden. Dabei interessiert nicht der Aufwand eines konkreten Programms auf einem bestimmten Computer, sondern viel mehr, wie der Ressourcenbedarf wächst, wenn mehr Daten zu verarbeiten sind, also z. B. ob sich der Aufwand für die doppelte Datenmenge verdoppelt oder quadriert (Skalierbarkeit).
Oft ist es schwierig, eine Funktion anzugeben, die allgemein zu jeder beliebigen Eingabe für ein Problem den zugehörigen Aufwand an Ressourcen angibt. Daher begnügt man sich in der Regel damit, konstante Faktoren und Summanden auszulassen und sich lediglich mit dem Verhalten in Abhängigkeit der Eingabelänge {\displaystyle n=|w|} zu befassen. Die Eingabelänge wird hierbei in der Anzahl an Bits gemessen, die benötigt werden, um die Information darzustellen.
Eine weitere Vereinfachung ist die Annahme, dass alle elementaren Operationen dieselbe Zeit benötigen, sodass z. B. die Addition zweier Zahlen und die Multiplikation zweier Zahlen genau eine Zeiteinheit kostet.
Algorithmen und Probleme werden in der Komplexitätstheorie gemäß ihrer so bestimmten Komplexität in so genannte Komplexitätsklassen eingeteilt. Diese sind ein wichtiges Werkzeug, um bestimmen zu können, welche Probleme „gleich schwierig“, beziehungsweise welche Algorithmen „gleich mächtig“ sind. Dabei ist die Frage, ob zwei Komplexitätsklassen gleichwertig sind, oft nicht einfach zu entscheiden (zum Beispiel P-NP-Problem).
Die Komplexität eines Problems ist zum Beispiel entscheidend für die Kryptographie und insbesondere für die asymmetrische Verschlüsselung: So verlässt sich zum Beispiel das RSA-Verfahren auf die Vermutung, dass die Primfaktorzerlegung von großen Zahlen nur mit sehr viel Aufwand zu berechnen ist – anderenfalls ließe sich aus dem öffentlichen Schlüssel leicht der private Schlüssel errechnen.
Ein Problem, das selbst für einen Computer von der Größe der Erde nicht lösbar ist, wird als transcomputationales Problem bezeichnet.

## Komplexität von Daten
In der Informationstheorie versteht man unter der Komplexität von Daten bzw. einer Nachricht ihren Informationsgehalt. Neben der klassischen Definition dieser Größe nach Claude Shannon gibt es verschiedene andere Ansätze, zu bestimmen, wie viel Information in einer Datenmenge enthalten ist:
Zum einen gibt es die so genannte Kolmogorow-Komplexität (auch Algorithmische Komplexität oder Beschreibungskomplexität), die den Informationsgehalt als die Größe des kleinsten Programms definiert, das in der Lage ist, die betrachteten Daten zu erzeugen. Sie beschreibt eine absolut optimale Komprimierung der Daten. Eine Präzisierung des Ansatzes Andrei Kolmogorows bezüglich des Maschinenmodells bietet die Algorithmische Informationstheorie von Gregory Chaitin.
Dagegen betrachtet Algorithmische Tiefe (auch Logische Tiefe) die Zeitkomplexität eines optimalen Algorithmus zur Erzeugung der Daten als Maß für den Informationsgehalt.

## Softwarekomplexität
Programm- oder Softwarekomplexität umfasst viele Eigenschaften einer Software, die einen Einfluss auf interne Interaktionen haben. Meist wird zwischen den Begriffen Komplex und Kompliziert unterschieden. Kompliziert bedeutet in diesem Zusammenhang für Programmierer schwer zu verstehen, also eine interne Eigenschaft des Codes, der Algorithmen, des technischen Designs oder der Architektur der Software. Komplexität wiederum beschreibt die Eigenschaften der Interaktionen zwischen Teilen der Software. Mit der Anzahl der Abhängigkeiten zwischen Teilen der Software steigt die Anzahl der Interaktionen und somit die Komplexität der Software. Das Verständnis der Abhängigkeiten und Interaktionen hat einen großen Einfluss auf das gesamte Verständnis der Software, darum wird Software, wenn sie komplexer wird, auch schwerer zu verstehen, also komplizierter. Die Komplexität einer Software kann einen Grad erreichen, wo es für Menschen unmöglich ist, die Software vollumfänglich zu verstehen.
Ähnlich dazu erhöht eine hohe Komplexität das Risiko, dass Änderungen an einer Stelle ungewollte Auswirkungen an einer anderen Stelle bewirken. Das führt zu einer höheren Wahrscheinlichkeit, Fehler in die Software einzubauen, und zu größeren Aufwänden, die Ursache dieser Fehler zu finden bzw. diese zu beheben. Im schlechtesten Fall kann die Komplexität dazu führen, dass die Software de facto unwartbar wird, da die Risiken von Änderungen deren Nutzen übersteigen. Die Abhängigkeit zwischen Komplexität und Wartungsaufwand wurden durch Meir Manny Lehman untersucht und in seinen Gesetzen der Softwareevolution 1980 zusammengefasst.
Meir Manny Lehman und Laszlo Belady untersuchten auch eine Reihe von Softwaremetriken zur Messung des Zustandes einer Software. Die folgenden Softwaremetriken messen die Komplexität von Daten und Algorithmen in der Informatik auf unterschiedliche Art und Weise:
Chapins Data-MetrikMisst den Anteil der Bedingungs- und Ergebnisdaten an allen verwendeten Daten.
Elshofs Data-Flow-MetrikMisst die Anzahl der Datenverwendungen relativ zur Anzahl der Daten. Sie ist verwandt mit hoher Kohäsion. Hohe Kohäsion entspricht einer häufigen Verwendung von möglichst wenig Variablen.
Cards Data-Access-MetrikMisst das Verhältnis der Anzahl der Zugriffe auf externe Dateien und Datenbanken relativ zur Anzahl derselben.
Henrys Interface-MetrikMisst die Anzahl der Zugriffe von fremden Funktionen/Methoden in ein Modul (englisch fan-in) beziehungsweise Anzahl der Aufrufe fremder Funktionen/Methoden aus einem Modul (englisch fan-out) relativ zu allen Funktionen/Methoden des Moduls.
McCabe-Metrik bzw. Eulers Maß bzw. Zyklomatische KomplexitätMisst die Komplexität des Ablaufgraphen als Verhältnis der Kantenanzahl zur Knotenanzahl.
McClures Decision-MetrikMisst den Anteil der Entscheidungen an allen Anweisungen.
Sneeds Branching-MetrikMisst das Verhältnis der Anzahl Verzweigungen jeglicher Art zur Summe aller Anweisungen.
Halstead-MetrikMisst die Anzahl der verschiedenen Wörter (hier Anweisungstypen) relativ zur Anzahl verwendeter Wörter (hier Anweisungen). Sie behauptet, je weniger verschiedene Anweisungstypen man verwendet, desto einfacher ist der Code, was sehr umstritten ist.
NPATHZählt die azyklischen Pfade durch Funktionen
Cognitive ComplexityWird von SonarQube zur Messung der Komplexität von Programmen und Programmteilen gegenüber anderen Komplexitätsmetriken empfohlen.
Sechs Komplexitätsmetriken für objektorientiertes Design wurden von S.R. Chidamber und C.F. Kemerer 1994 vorgestellt: Gewichtete Methoden pro Klasse, Kopplung zwischen Objektklassen, Antworten pro Klasse, Anzahl an Subklassen, Tiefe des Vererbungsbaumes und ungenügende Kohäsion von Methoden.